# Цар Калојан (град)
Цар Калојан (буг. Цар Калоян, тур. Torlak) град је у Републици Бугарској, у северном делу земље, седиште истоимене општине Цар Калојан у оквиру Разградске области.

## Географија
Положај: Цар Калојан се налази у северном делу Бугарске. Од престонице Софије град је удаљен 330 km источно, а од обласног средишта, Разграда град је удаљен 25 km западно.
Рељеф: Област Цар Калојана се налази у југоисточном ободу Влашке низије, које је брдовито и назива се Лудогорјем, на приближно 180 m надморске висине.
Клима: Клима у Цар Калојану је континентална.
Воде: Цар Калојан се налази у подручју са више мањих водотока. Источно од града се простире вештачко језеро.

## Историја
Област Цар Калојана је првобитно било насељено Трачанима, а после њих овом облашћу владају стари Рим и Византија. Јужни Словени ово подручеје насељавају у 7. веку. Од 9. века до 1373. године област је била у саставу средњовековне Бугарске.
Крајем 14. века област Цар Калојана је пала под власт Османлија, који владају облашћу 5 векова.
Године 1878. град је постао део савремене бугарске државе. Насеље постоје убрзо средиште окупљања за села у околини, са више јавних установа и трговиштем.

## Становништво
| 1985. | 1992. | 2001. |
| ----- | ----- | ----- |
| 5,417 | 4,853 | 4,205 |

По проценама из 2010. године Цар Калојан је имао око 2.300 становника. Већина градског становништва су Турци, док су мањина етнички Бугари. Остатак су махом Роми. Последњих деценија град губи становништво због удаљености од главних токова развоја у земљи.
Претежан вероисповест месног становништва је ислам, а мањинска православље.